# Tunéziai labdarúgó-szövetség
A tunéziai labdarúgó-szövetség (franciául: Fédération Tunisienne de Football, arabul: الجامعة التونسية لكرة القدم, rövidítve FTF) Tunézia nemzeti labdarúgó-szövetsége. A szövetség szervezi az ország labdarúgótornáit, és működteti az tunéziai labdarúgó-válogatottat. 1956-ban alapították, 1960-tól a FIFA és a CAF tagja.

## Külső hivatkozások
- Hivatalos honlap (franciául)
- Tunézia Archiválva 2010. március 24-i dátummal a Wayback Machine-ben a FIFA honlapján
- Tunézia a CAF honlapján